# Hermerthal

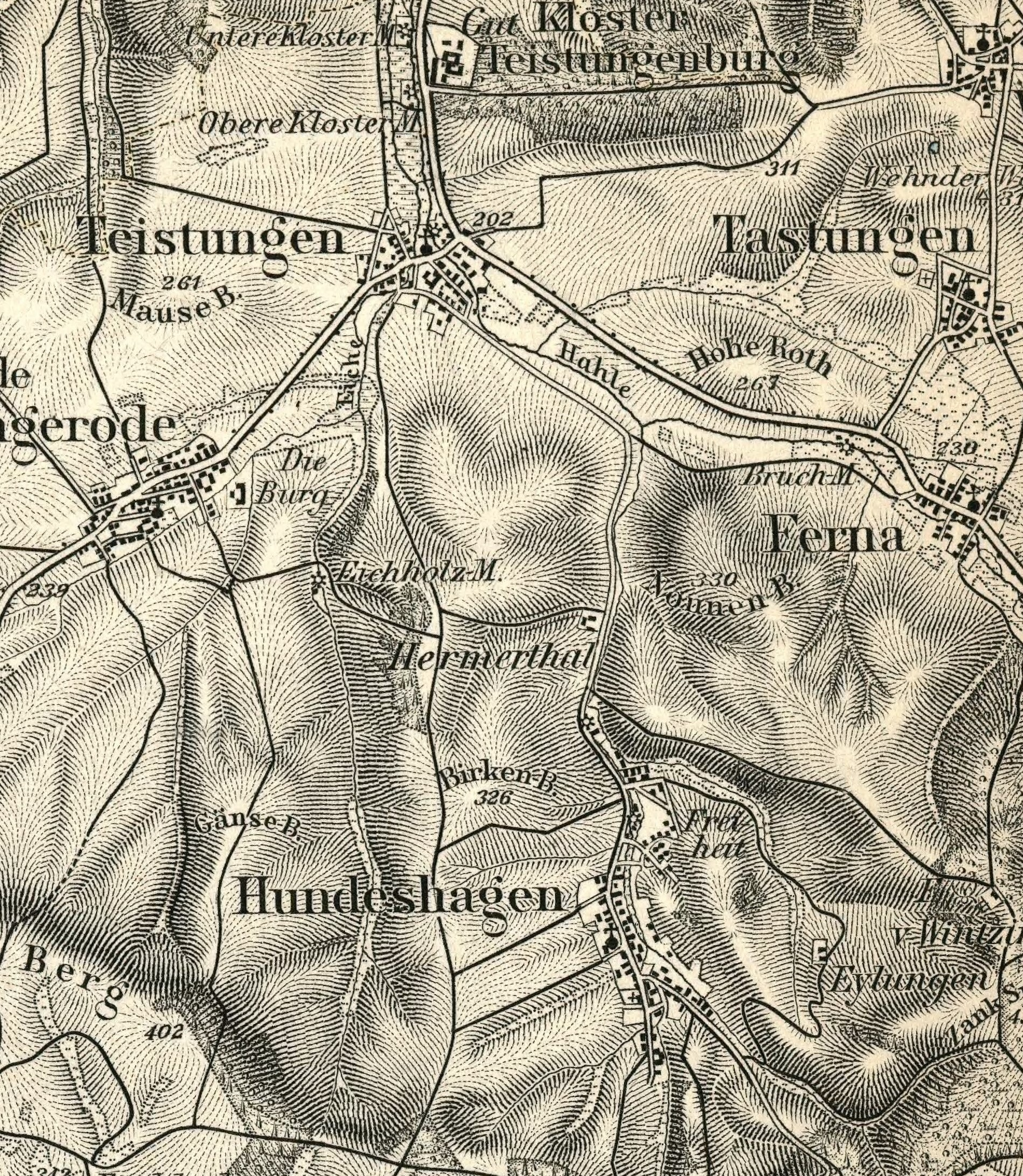
Hermerthal im Jahr 1887

Hermerthal (auch Hermannstal) ist eine kleine Siedlung in der Gemarkung von Teistungen im Landkreis Eichsfeld in Thüringen.

## Lage
Hermerthal liegt etwa 500 Meter nördlich von Hundeshagen an der Landesstraße 2016 nach Teistungen ungefähr sieben Kilometer nordwestlich von Leinefelde-Worbis, gemarkungsmäßig gehört der Ort aber zu Teistungen. Die Siedlung befindet sich im Tal der Nisse, einem Nebenarm der Hahle und wird eingerahmt vom Eichberg (316 m) im Westen und dem Mühlberg (298 m) im Osten. Zur Ortslage gehören noch die Seitentäler Hermertal, Erster und Zweiter Nonnengraben, dass Gelände ist stark kupiert. Direkt an der Gemarkungsgrenze zu Hundeshagen befindet sich die Untermühle.

## Geschichte
Wann der Ort besiedelt wurde, ist nicht genau bekannt, historische Urkunden liegen ebenfalls nicht vor. Im Jahr 1878 wurde ein Mühlenbesitzer namentlich genannt, 1890 war der Ort von einem schweren Unwetter betroffen. Die Mühlengebäude wurden in den 1960er Jahren abgerissen. 1952 wurde entlang der nahen Innerdeutschen Grenze das Sperrgebiet eingerichtet, der dazugehörige Schlagbaum befand sich dann unmittelbar am nördlichen Rand der Siedlung und führte zur Kappung der Beziehungen und der Verwaltung zu Teistungen. Auch nach der Wiedervereinigung erfolgte weiterhin die Verwaltung durch die Gemeinde Hundeshagen, dies war unproblematisch, da Teistungen und Hundeshagen zur gleichen Verwaltungsgemeinschaft Lindenberg/Eichsfeld gehörten.
2018 existierten hier fünf Grundstücke mit 14 Einwohnern. Mit dem Ausscheiden des Dorfes Hundeshagen aus der Verwaltungsgemeinschaft und der Eingliederung in die Stadt Leinefelde-Worbis war die bisherige verwaltungstechnische, politische und gesellschaftliche Zugehörigkeit der Siedlung zu Hundeshagen umstritten.